# راجر دوبوئیس
راجر دوبوئیس (انگلیسی: Roger Dubuis) شرکت کالای لوکس سوئیسی است، که در سال ۱۹۹۵ تأسیس شد.